# Antoine Fabre
Antoine Fabre, noto anche come Antonio Fabro (1557 – 1624), è stato un grammatico e presbitero francese.
È noto per essere l'autore della Grammaire pour apprendre les langues italienne, françoise et espagnole, pubblicata a Roma nel 1626.

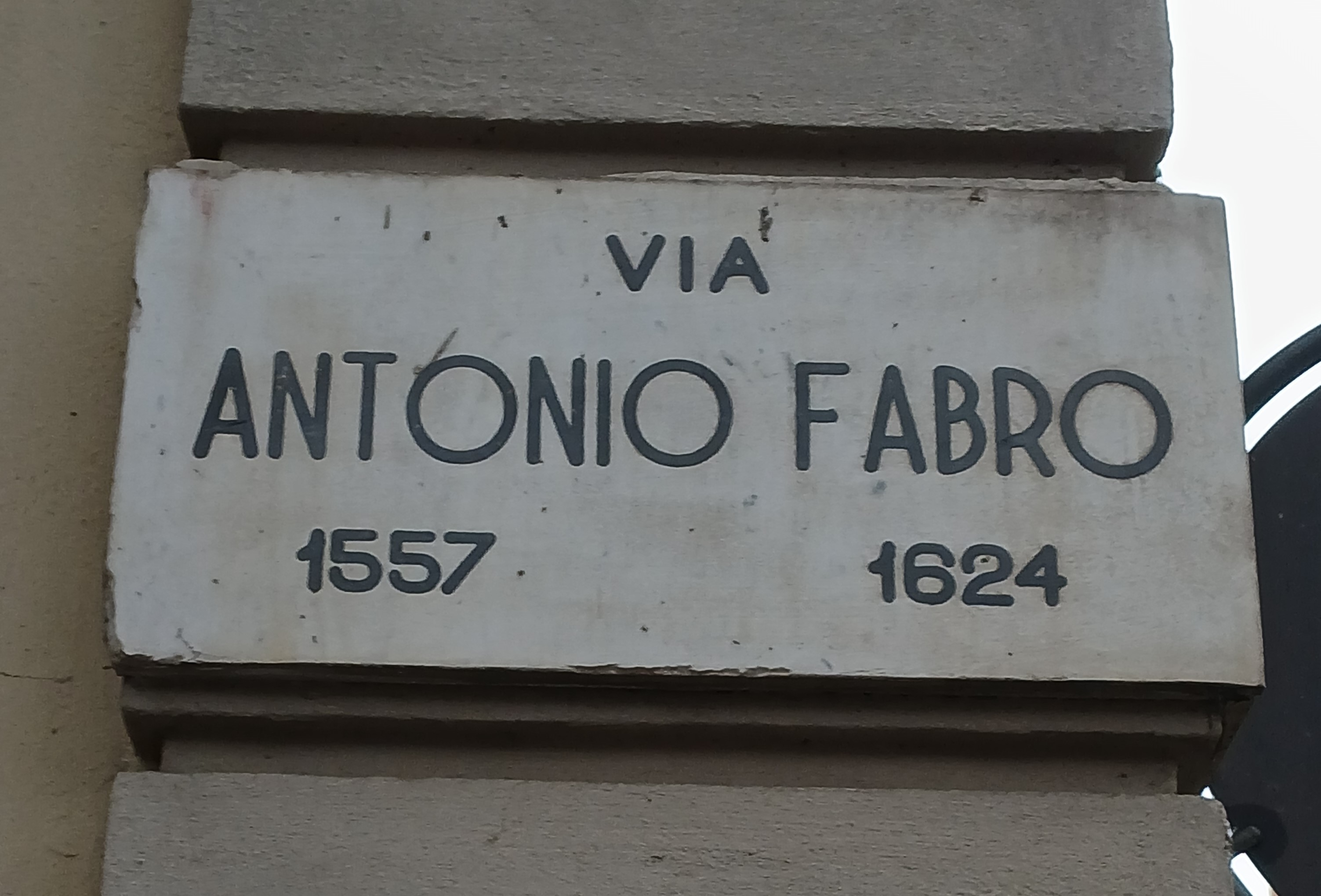
Via Antonio Fabro a Torino

## Biografia
Le uniche informazioni sulla sua vita si possono trovare nel frontespizio di questa Grammatica dove si evince che fu un ecclesiastico come specificato nel dettaglio: “composée par le Reverende Signeur Antoine Fabre”. L'editore Domenico Sforzino nella dedica ai lettori presenta Fabre come francese dotto e informa che la sua ottima conoscenza dell'italiano e dello spagnolo deriva dalla lettura dei "buoni autori".